# ملیس لیندما
ملیس لیندما (استونیایی: Meelis Lindmaa؛ زادهٔ ۱۴ اکتبر ۱۹۷۰) بازیکن فوتبال اهل استونی بود.
از باشگاه‌هایی که در آن بازی کرده‌است می‌توان به باشگاه فوتبال کوتکان تیووائن پالویلیات، باشگاه فوتبال فلورا تالین، و باشگاه فوتبال کورساره اشاره کرد.
وی همچنین در تیم ملی فوتبال استونی بازی کرده‌است.